# Kanton Saint-Just-Saint-Rambert
Saint-Just-Saint-Rambert is een kanton van het Franse departement Loire. Het kanton maakt deel uit van het arrondissement Montbrison.

## Gemeenten
Het kanton Saint-Just-Saint-Rambert omvatte tot 2014 de volgende 12 gemeenten:
- Boisset-lès-Montrond
- Bonson
- Chambles
- Craintilleux
- Périgneux
- Saint-Cyprien
- Saint-Just-Saint-Rambert (hoofdplaats)
- Saint-Marcellin-en-Forez
- Saint-Romain-le-Puy
- Sury-le-Comtal
- Unias
- Veauchette

Door de herindeling van de kantons bij decreet van 26 februari 2014, met uitwerking in 2015, werd het kanton aangepast en omvat het sindsdien volgende 18 gemeenten:
- Aboën
- Apinac
- Bonson
- Chambles
- Estivareilles
- Merle-Leignec
- Périgneux
- Rozier-Côtes-d'Aurec
- Saint-Bonnet-le-Château
- Saint-Cyprien
- Saint-Hilaire-Cusson-la-Valmitte
- Saint-Just-Saint-Rambert (hoofdplaats)
- Saint-Marcellin-en-Forez
- Saint-Maurice-en-Gourgois
- Saint-Nizier-de-Fornas
- Sury-le-Comtal
- La Tourette
- Usson-en-Forez